# Nelson Chitty La Roche
Nelson Chitty La Roche (Caracas, 12 de diciembre de 1950) es un político, escritor y abogado venezolano.  

## Biografía
Graduado en 1973 en derecho en la Universidad Central de Venezuela (UCV), realizó de 1975 a 1976 postgrados de Política Internacional y Derecho de las Comunidades Europeas en la Universidad Libre de Bruselas.
Fue diputado al Congreso Nacional desde 1983 hasta 1999 por el partido socialcristiano COPEI, llegando ser presidente de 35 subcomisiones especiales; no se presentó a las elecciones de 1998.
En la faceta académica es profesor de pregrado y postgrado en la Universidad Central de Venezuela (UCV).